# Georg Papmehl-Dufay
Georg Papmehl-Dufay, född 8 december 1913 i Sankt Petersburg (enl SDB i Tyskland) , död 21 februari 1998 i Holmsunds församling, Umeå var en tysk-svensk musikpedagog. Han var son till diplomingenjör Eduard Papmehl och Martha von Veh samt bror till Isabella Rüttenauer. 
Efter studentexamen i Charlottenburg 1932 och musiklärarexamen i Berlin 1935 var Papmehl-Dufay förste konsertmästare vid operan i Frankfurt an der Oder 1937–38 och 1939–45, vid operan i Aussig an der Elbe 1938–39 och professor i violin vid musikkonservatoriet i Jena 1945–48. 
Han blev kommunal musikledare i Tranås 1951, i Borlänge 1958, i Lycksele 1961 och var musiklärare vid musikskolan i Umeå från 1965, och senare även musiklärare vid Hagaskolan i Umeå. 
Han var förste förbundsdirigent i Västerbottens läns sångarförbund från 1964 samt innehavare av nämnda förbunds förtjänstmedalj och Zornmärket. 
Papmehl-Dufay tilldelades Umeå kommuns Minervabelöning 1979.